# Vincent Candela
Vincent Candela /vɛ̃'sɑ̃ kɑ̃də'la/ (Bédarieux, Hérault, Francia, 24 de octubre de 1973) es un exfutbolista francés. Jugaba de defensa lateral izquierdo, y su mayor éxito deportivo fue ganar la Copa Mundial de Fútbol de 1998 con la Selección de fútbol de Francia.

## Selección nacional
Fue internacional con la Selección de fútbol de Francia en 40 ocasiones marcando cinco goles, entre 1996 y 2003.

### Participaciones en Copas del Mundo
| Mundial                        | Sede                  | Resultado    |
| ------------------------------ | --------------------- | ------------ |
| Copa Mundial de Fútbol de 1998 | Francia               | Campeón      |
| Copa Mundial de Fútbol de 2002 | Corea del Sur y Japón | Primera fase |

### Participaciones en Eurocopas
| Eurocopa      | Sede                   | Resultado |
| ------------- | ---------------------- | --------- |
| Eurocopa 2000 | Bélgica y Países Bajos | Campeón   |

## Clubes
| Club             | País       | Temporada   | Partidos | Goles |
| Toulouse FC      | Francia    | 1991 - 1995 | 56       | 3     |
| EA Guingamp      | Francia    | 1995 - 1997 | 48       | 2     |
| AS Roma          | Italia     | 1997 - 2005 | 210      | 14    |
| Bolton Wanderers | Inglaterra | 2005        | 10       | 0     |
| Udinese Calcio   | Italia     | 2005 - 2006 | 26       | 1     |
| AC Siena         | Italia     | 2006 - 2007 | 14       | 0     |
| FC Messina       | Italia     | 2007        | 17       | 0     |

## Palmarés

### Campeonatos nacionales
| Título    | Club    | País   | Año  |
| --------- | ------- | ------ | ---- |
| Serie A   | AS Roma | Italia | 2001 |
| Supercopa | AS Roma | Italia | 2001 |

### Copas internacionales
| Título                 | Club (*)          | País                   | Año  |
| ---------------------- | ----------------- | ---------------------- | ---- |
| Copa Mundial de Fútbol | Selección Francia | Francia                | 1998 |
| Eurocopa               | Selección Francia | Bélgica y Países Bajos | 2000 |

(*) Incluyendo la selección